# I. e. 776
Évszázadok: i. e. 9. század – i. e. 8. század – i. e. 7. század
Évtizedek: i. e. 820-as évek – i. e. 810-es évek – i. e. 800-as évek – i. e. 790-es évek – i. e. 780-as évek – i. e. 770-es évek – i. e. 760-as évek – i. e. 750-es évek – i. e. 740-es évek – i. e. 730-as évek – i. e. 720-as évek
Évek: i. e. 781 – i. e. 780 – i. e. 779 – i. e. 778 –  i. e. 777 – i. e. 776 – i. e. 775 – i. e. 774 – i. e. 773 – i. e. 772 – i. e. 771

## Események
- Az első ókori Olimpia megrendezése Olümpia városában.
- A görög időszámítás kezdete.